# Catocala androphila
Catocala androphila là một loài bướm đêm trong họ Erebidae.